# Pedro ximénez
Pour les articles homonymes, voir Ximénez.
Le pedro ximénez B est un cépage blanc espagnol.

## Origine

### Historique
Encore connu sous les noms de Pedro Ximen, ou PX, ce cépage tirerait son nom de celui d'un soldat de Charles Quint, l'Allemand Peter Siemens, qui aurait apporté ce cépage de la vallée du Rhin jusqu'en Andalousie.
Il est progressivement devenu très populaire dans le sud de l'Espagne, où il se boit notamment en accompagnement d'un dessert, comme d'une tarte à la pomme ou d'une tarte aux fruits, en raison de son goût fruité et sucré, voire liquoreux.

### Géographique
Il est cultivé dans le sud de l'Espagne, dans le vignoble d'Andalousie. Il sert à l'élaboration des dénominations d'origine de cette région: Xérès, Malaga, Montilla-moriles ou condado de Huelva.
Il est également cultivé en Tunisie pour la production des vins d'appellation Sidi Salem.

## Aptitudes culturales

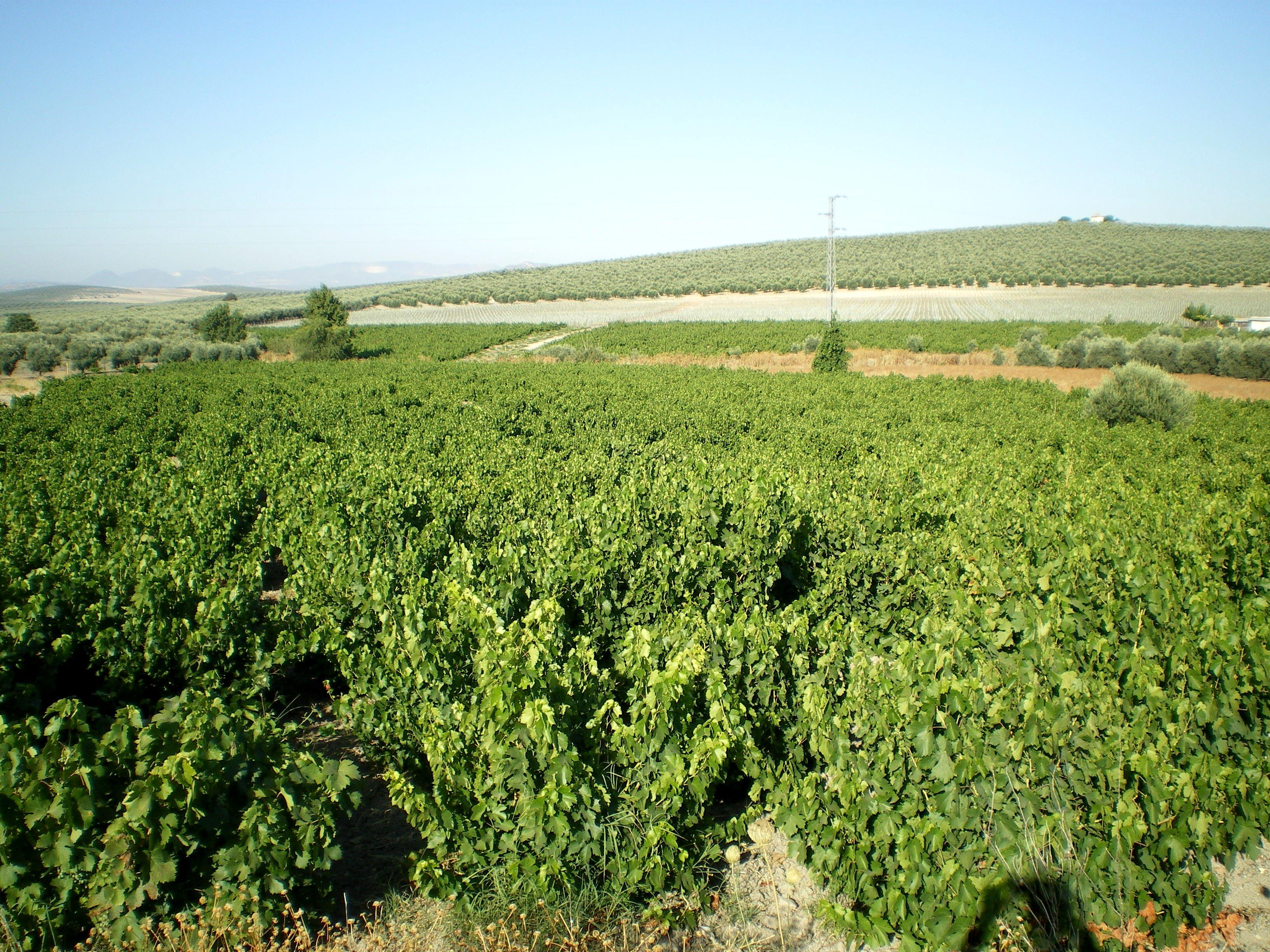
Pedro Ximénez dans la DO montilla-moriles.

Les grappes de pedro ximénez sont de grande taille, avec des baies de couleur verte à jaune. Leur peau est fine, ce qui est important dans le processus de fabrication de certains vins issus de PX : pour augmenter la concentration des baies, les grappes sont exposées au soleil quelques jours après la vendange. La finesse de la peau permet un dessèchement rapide et un taux de sucre très important.

## Aptitudes technologiques
Dans la région de Jerez, le pedro ximénez est parfois utilisé en mono-cépage pour élaborer des vins doux très sucrés, d'une couleur très sombre, quasiment noire. Il est plus souvent assemblé avec des olorosos, parfois des amontillados (vins secs oxydés issus du cépage palomino), auxquels il donne de la rondeur. On parle alors de cream.
Dans la région de Malaga, le PX est le cépage utilisé à l'intérieur des terres, tandis que le littoral est planté de Moscatel. Les deux cépages sont rarement assemblés dans les vins de Malaga.
Dans la région de Montilla-Moriles, le PX est le cépage-roi. Il est particulièrement adapté aux chaleurs extrêmes de ces terres intérieures de l'Andalousie.